# 卡哈爾雷克 (敖德薩區)
46°35′54″N 30°11′51″E / 46.59833°N 30.19750°E
卡哈爾雷克（烏克蘭語：Кагарлик）是位於烏克蘭西南部的村莊，由敖德萨州敖德萨区的比利亞伊夫卡市鎮負責管轄。該村始建於1882年，面積2.15平方公里，海拔高度116米，2001年人口1,637，人口密度每平方公里761.4人。